# Ignaz Weitenauer

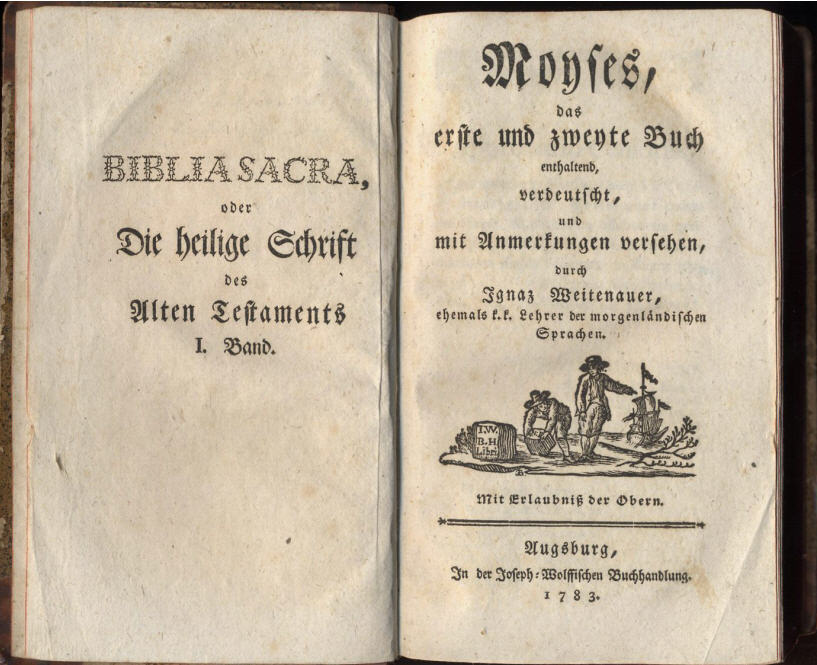
Bibelübersetzung von Ignaz Weitenauer, 1783

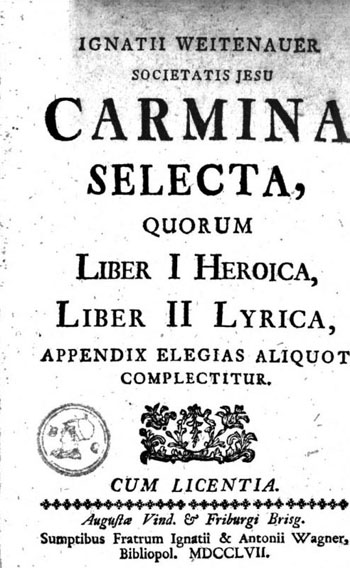
Carmina Selecta, 1757

Ignaz von Weitenauer SJ (* 1. November 1709 in Ingolstadt; † 4. Februar 1783 Salomonsweiler) war ein bayerisch-österreichischer Jesuit, Orientalist und Professor an der Universität Innsbruck. Er erstellte ein Bibellexikon, fertigte eine deutsche Bibelübersetzung mit Anmerkungen an und verfasste eine sprachkritische Schrift, mit der er sich am spätbarocken Sprachenstreit zwischen der oberdeutschen Schreibsprache und dem Neuhochdeutschen beteiligte.

## Leben
Weitenauer trat am 3. November 1724 in die Gesellschaft Jesu (Jesuitenorden) ein. Nach Abschluss seiner Studien wurde er als Lehrer für Poesie und Rhetorik eingesetzt und unterrichtete 14 Jahre in verschiedenen Gymnasien des Ordens, so in Ingolstadt und Eichstätt. 1753 wurde er Professor für Griechisch und Hebräisch an der Universität Innsbruck. Dort verfasste er ein Lexikon zur Übersetzung der Bibel aus dem Lateinischen, Griechischen und Hebräischen, das 1758 in Augsburg und Freiburg im Breisgau erschien und auch in Italien und Frankreich weite Verbreitung fand. Aus dem Jahr 1764 stammt seine sprachkritische Schrift Zweifel von der deutschen Sprache, in der er grammatikalische und vokabularische Einzelprobleme bei der Übersetzung fremdsprachiger Werke analysierte. Er vertrat dabei die Position des katholischen Klerus aus dem süddeutsch-österreichischen Raum und stellte sich gegen sprachpuristische Bestrebungen der protestantischen Gelehrten im Norden, besonders gegen den Anomalisten Johann Christoph Gottsched in Leipzig. Bis 1778 erschienen vier weitere Auflagen dieser Schrift.
1768 gab Weitenauer – quasi als Resümee seiner Unterrichtstätigkeit – eine Anthologie von Lyrik und Prosa diverser deutscher Dichter heraus, die bei Ignaz Wagner in Augsburg erschien.
Nach Aufhebung des Jesuitenordens im Jahr 1773 und damit deren Verdrängung aus den Universitäten zog er sich in das Zisterzienserkloster Salem am Bodensee zurück. Dort arbeitete er an einer Neuübersetzung des Alten und Neuen Testaments mit Anmerkungen und Übersetzungshinweisen, die von 1782 bis 1783 in insgesamt 12 Bänden bei der Joseph Wolffischen Buchhandlung in Augsburg erschien. Im selben Jahr starb er 73-jährig.
Neben seinen philologischen und bibelwissenschaftlichen Werken sind von Weitenauer sowohl Gedichte, als auch Lieder und Theaterstücke in lateinischer Sprache überliefert, die ganz in der barocken Tradition des Jesuitentheaters stehen und 1757 unter dem Titel Carmina Selecta gedruckt wurden.

## Schriften
- Corona Mariana, linguis duodecim exornata; com Dissertatione de charactere linguae Sinicae, Köln 1731.
- Vindicta Mariana in Scenam dala, cum novus Magistratus Marianus Congregationis Minoris promulgaretur Elvaci, 1744.
- Eychstättischer Baumgarten. zu Ehren d. Hochwürdigisten Fürsten u. Herrn, Herrn Johann Antons, d. Zweyten, Bischoffen, u. d. Heil. Röm. Reichs Fürsten zu Eychstätt, Eichstätt 1745. (Digitalisat)
- Das Glorreiche Eychstätt und Dessen Stifter, Eichstätt 1745. (Digitalisat)
- Tobias und Sara, München 1747. (Digitalisat)
- Simon Justus Hebræorum Princeps Et Pontifex, Eichstätt 1749. (Digitalisat)
- Miscellanea litterarum humaniorum, Augsburg [u. a.] 1752–1753

[Liber Primus] (Digitalisat)
Liber Secundus (Digitalisat)
- Trifolium Hebraicum, sive nova grammaticae Biblicae methodus, Augsburg [u. a.] 1756. (Digitalisat)
- De Difficillimo Genere Epistolarum, Sive Ratio Officiosas Epistolas Facile, Pure, Et Eleganter Scribendi, Augsburg [u. a.] 1756. (Digitalisat)
- Orationes Academicae, Augsburg 1756. (Digitalisat)
- Modus Addiscendi Intra Brevissimum Tempus Linguas, Gallicam, Italicam, Hispanicam, Graecam, Hebraicam, Et Chaldaicam. Ut Ope Lexici Libros Explicare Queas, Frankfurt am Main 1756. (Digitalisat)
- Symbolica, Epigrammata, Lapidaria. Libri III, Augsburg [u. a.] 1757. (Digitalisat)
- Carmina Selecta. Quorum Liber I Heroica, Liber II Lyrica, Appendix Elegias Aliquot Complectitur, Augsburg [u. a.] 1757. (Digitalisat)
- Q. Horatii Flacci Ars Poetica, Augsburg [u. a.] 1757. (Digitalisat)
- Liber Psalmorum Ex Hebraicis Graecisque Fontibus, Ad mentem Vulgatae Latinae, Et Sermonis latini consuetudinem, dilucide explicates, Augsburg [u. a.] 1757. (Digitalisat)
- Tragoediae Autumnales cum animae versionibus. accessit Ego comoedia, Augsburg 1758. (Digitalisat)
- Theses De Linguis Sacris, Hebraica, Chaldaica, Syriaca, Et Graeca, Innsbruck 1758. (Digitalisat)
- Lexicon biblicum : In quo explicantur Vulgatae vocabula et phrases, quaecunque propter linguae Hebraicae, Graecaeque peregrinitatem injicere moram legenti possunt. Accedunt summaria capitum omnium totius codicis divini, Augsburg [u. a.] 1758. (Digitalisat)
- Trifolium Chaldaicum, sive nova grammaticae methodus, Augsburg [u. a.] 1759. (Digitalisat)
- Trifolium Syriacum, sive nova grammaticae methodus, Augsburg [u. a.] 1759. (Digitalisat)
- Theatrum Parthenium, seu Dramata Mariana, Augsburg [u. a.] 1759. (Digitalisat)
- Hierolexicon linguarum orientalium, Augsburg [u. a.] 1759. (Digitalisat)
- Trifolium Hebraicum, Grammaticae Biblicae Methodus, Augsburg 1759. (Digitalisat)
- Seder lašon aptom di lischan, Augsburg [u. a.] 1759. (Digitalisat)
- Theatrum Politicum Sive Tragoediae Ad Commendationem Virtutis Et Vitiorum Detestationem Olim Ludis Autumnalibus, Augsburg [u. a.] 1760. (Digitalisat)
- Hexaglotton Geminum, Docens Linguas, Gallicam, Italicam, Hispanicam, Graecam, Hebraicam, Chaldaicam, Anglicam, Germanicam, Belgicam, Latinam, Lusitanicam, Syriacam, Augsburg [u. a.] 1762. (Digitalisat)
- Hexaglotton alterum. Docens linguas Anglicam, Germanicam, Belgicam, Latinam, Lusitanicam et Syriacam, Augsburg [u. a.] 1762. (Digitalisat)
- Zweifel von der deutschen Sprache, Augsburg [u. a.] 1764. (Digitalisat)
- Subsidia Eloquentiae Sacrae, Augsburg [u. a.] 1764–1769:

1. De Propositione Et Partitione (1764) (Digitalisat)
2. Apparatus Propositionum Et Partitionum; Annus I. (1764) (Digitalisat)
3. Apparatus Propositionum Et Partitionum; Annus II. (1764) (Digitalisat)
4. Apparatus Propositionum Et Partitionum; Annus III. (1764) (Digitalisat)
5. De Usu SS. Scripturarum Ad Eloquentiam Sacram; Nominatim De Biblicis, Quos Vocant, Conceptibus (1764) (Digitalisat)
6. Propositiones Et Partitiones Ex Libro Proverbiorum (1764) (Digitalisat)
7. Propositiones Et Partitiones Ex Libris Ecclesiastae & Sapientiae (1764) (Digitalisat)
8. Propositiones Et Partitiones Ex Libro Ecclesiastici (1764) (Digitalisat)
9. De Affectibus Et Figuris (1764) (Digitalisat)
10. De Panegyricis (1765) (Digitalisat)
11. De Usu SS. Patrum Et Scriptorum Ecclesiasticorum Ad Eloquentiam Sacram (1765) (Digitalisat)
12. De Usu Historiae Ad Eloquentiam Sacram (1768) (Digitalisat)
13. Apparatus Historiarum. Centuria I. (1768) (Digitalisat)
14. Apparatus Historiarum. Centuria II. (1768) (Digitalisat)
15. Apparatus Historiarum, Maximam Partem Marianarum. Centuria III. (1768) (Digitalisat)
16. De Apologo Paschali, Cum Aliquo Materiae Apparatu (1769) (Digitalisat)
17. De Exordio, Amplificatione, Et Epilogo (1769) (Digitalisat)
18. De Elocutione Oratoria (1769) (Digitalisat)
19. De Memoria, Pronunciatione, & Gestu (1769) (Digitalisat)
- Garofolo, Giovanni G. / Weitenauer, Ignaz [Übers.]: Das Einzige, Augsburg [u. a.] 1764. (Digitalisat)
- Hundert Berge in hundert Sinnbildern des allerhöchsten und durchleuchtigsten Erzhauses Oesterreich, Freiburg im Breisgau 1765. (Digitalisat)
- Fragen von der Lehrart, Augsburg [u. a.] 1765. (Digitalisat)
- Weitenauer, Ignaz [Hrsg.]: Sammlung kürzerer Gedichte meistens aus neuern deutschen Dichtern, Augsburg [u. a.] 1768:

Erster Theil (Digitalisat)
Zweyter Theil (Digitalisat)
- Prophetae Majores Ac Minores, Augsburg 1768. (Digitalisat)
- Job, Psalmi, Salomon, Siracides, Augsburg 1768. (Digitalisat)
- Sancta IV Evangelia, et Acta Apostolorum, Augsburg 1769. (Digitalisat)
- Epistolae Paulinae, ceteraeque canonicae, cum Apocalypsi, Augsburg 1769. (Digitalisat)
- Dominici Ludovici E Societate Jesu Carmina Et Inscriptiones Ad Usum Scholarum, Augsburg 1769. (Digitalisat)
- Biblia Sacra Utriusque Testamenti, E Linguis Primaevis Ad Mentem Vulgatae Sensu Literali Per Metaphrasin Et Commentarios Dilucide Ecplicata, Augsburg [u. a.] 1773:

1: [Octateuchus]
2: Libri Regum, Paralipomenon, Esdrae, Tobiae, Judith Et Esther (Digitalisat)
3,1: Prophetae Majores Ac Minores
3,2: Libri Machabaeorum (Digitalisat)
4: Job, Psalmi, Salomon, Siracides
5: Sancta IV Evangelia, Et Acta Apostolorum
6: Epistolae Paulinae, Ceteraeque Canonicae, Cum Apocalypsi
- Apparatus Catecheticus: Libri VI Quibus Historiae 1500 Continentur, Augsburg 1775:

1: Catecheseos Praestantia Et Auxilia, Ac Apparatus Historicus Ad Ejus Partem Primam De Symbolo Fidei (Digitalisat)
2. De Spe, De Precatione Dominica, Et Salutatione Mariana (Digitalisat)
3. De Caritate Et Praeceptis Dei Ac Ecclesiae (Digitalisat)
4. De Sacramentis (Digitalisat)
5. De Virtutibus Christianis (Digitalisat)
6. De Peccatis Et Novissimis (Digitalisat)
- Auxilia Sacri Tribunalis, Augsburg 1775. (Digitalisat)
- De Modo Legendi Et Excerpendi Libri II, Augsburg 1775. (Digitalisat)
- Subsidia Eloquentiae Sacrae, Augsburg [u. a.] 1776:

1. De Propositione Et Partitione (Digitalisat)
2. Apparatus Propositionum Et Partitionum; Annus I (Digitalisat)
3. Apparatus Propositionum Et Partitionum; Annus II (Digitalisat)
4. Apparatus Propositionum Et Partitionum; Annus III (Digitalisat)
- Allgemeine Regel der Rechenkunst, oder sogenannte Kettenpractik, Salmansweiler 1777.
- Biblia Sacra, oder die heilige Schrift des alten und neuen Testamentes, Augsburg 1777 – 1781:

[1]. Moyses Erster Band, das 1 und 2 Buch enthaltend (1779) (Digitalisat)
[2]. Moyses zweyter Band, das 3/4 und 5 Buch enthaltend (1779) (Digitalisat)
[3]. Josue, die Richter und Ruth (1779) (Digitalisat)
[4]. Der Könige erster Band, das 1 und 2 Buch enthaltend (1779) (Digitalisat)
[5]. Der Könige zweyter Band, das 3 und 4 Buch enthaltend (1779) (Digitalisat)
[6]. Chronik (1779) (Digitalisat)
[7]. Esdra, Tobia, Judith und Esther, sammt dem Job (1779) (Digitalisat)
[8]. Die Psalme Davids (1778) (Digitalisat)
[9]. Salomon und Sirachs Sohn (1780) (Digitalisat)
[10]. Esaia, Jeremia und Baruch (1780) (Digitalisat)
[11]. Nahum, Habakuk, Sophonia, Haggäus, Zacharia, Malachia, und die Machabäer (1780) (Digitalisat)
[12]. Die heiligen Evangelisten Matthäus, Markus, Lukas, und Johannes (1777) (Digitalisat)
[13]. Der Apostel Geschichte und Sendschreiben, sammt der geheimen Offenbarung (1778) (Digitalisat)
- Weitenauer, Ignaz; La Rue, Charles de: Trauerspiele. I. Hannibal, II. Hermann, III. Cyrus, IV. Lysimachus, Augsburg 1777. (Digitalisat)

## Textausgaben
- Stefanie Paul (Hrsg.): Ignaz Weitenauers neulateinische Tragödie Annibal moriens. Ausgabe, Übersetzung und Interpretation. De Gruyter, Berlin 2016, ISBN 978-3-11-044007-2